# Scombropidae
Gli Scombropidae, gnomefish in inglese, sono una famiglia di pesci ossei marini appartenenti all'ordine Perciformes. Comprende il solo genere Scombrops.

## Distribuzione e habitat
Sono diffusi in tutti gli oceani tropicali. Sono del tutto assenti dal mar Mediterraneo. La specie Scombrops oculatus è comune nell'Oceano Atlantico occidentale tropicale.
Vivono nel piano circalitorale o anche nel batiale, di solito nei pressi di fondali rocciosi. Le forme giovanili sono comuni in acqua bassa.

## Descrizione
Il nome di questa famiglia suggerisce una vaga somiglianza con gli Scombridae (tonni, sgombri, ecc.). Gli occhi sono grandi e la bocca ampia, armata di denti robusti. Le pinne dorsali sono due: la prima con solo raggi spinosi, la seconda con raggi molli. La pinna anale è simmetrica alla seconda dorsale e come questa è coperta di scaglie. La pinna pettorale porta una macchia scura alla base.
Il colore negli adulti è scuro, nerastro, nei giovani più argenteo.
Sono pesci di dimensioni piuttosto grandi che possono raggiungere i 150 cm di lunghezza.

## Biologia

### Alimentazione
Sono predatori, si cibano di pesci, crostacei e calamari.

## Pesca
Sono catturati soprattutto dai pescatori sportivi con lenze di profondità.

## Specie
- Genere Scombrops
  - Scombrops boops
  - Scombrops gilberti
  - Scombrops oculatus